# Greg Kovacs
Gregory Mark Kovacs (16. prosince 1968, Niagara Falls, New York – 25. listopadu 2013) byl kanadský profesionální kulturista federace IFBB. Kovacs je považován za jednoho z největších kulturistů všech dob.[zdroj?]

## Rané mládí
Kovacs vyrostl ve Fonthill v Ontariu v Kanadě a ke konci života zde žil se svojí ženou Kim. Než se začal plně věnovat tréninku, studoval rok elektrické inženýrství na univerzitě.
Přestože má Kovacs různé soutěžní úspěchy, je znám, že jako jeden z mála profesionálů vážil více než 400 liber (~181,4 kg).

## Historie soutěží
- 1996